# Mehmet Kaplan
Mehmet Kaplan (ur. 18 lipca 1971 w Gaziantepie) – szwedzki polityk pochodzenia tureckiego, działacz Partii Zielonych i szwedzkich organizacji muzułmańskich, parlamentarzysta, od 2014 do 2016 minister mieszkalnictwa i urbanistyki.

## Życiorys
W 1991 ukończył szkołę policealną w miejscowości Avesta. W latach 1992–1998 kształcił się w Królewskim Instytucie Technicznym w Sztokholmie, jednak nie został absolwentem tej uczelni.
W latach 2000–2002 był przewodniczącym Sveriges Unga Muslimer, organizacji zrzeszającej szwedzkich młodych muzułmanów. W 2003 wszedł w skład krajowych władz wykonawczych Partii Zielonych. Od 2004 do 2011 stał na czele jednego ze szwedzkich oddziałów Międzynarodowej Organizacji Dobrych Templariuszy. W latach 2006–2014 przez dwie kadencje był posłem do Riksdagu, od 2010 kierując klubem deputowanych swojego ugrupowania.
Zaangażował się również w działalność organizacji Ship to Gaza, był na pokładzie jednego ze statków, które w 2010 usiłowały przerwać izraelską blokadę Strefy Gazy. W wywiadzie dla tureckiej prasy opowiadał się za uznaniem przez Szwecję niepodległości Palestyny. Przez część szwedzkich polityków i mediów określany jest mianem islamisty.
Po wyborach w 2014 w utworzonym przez socjaldemokratów i zielonych mniejszościowym rządzie Stefana Löfvena objął urząd ministra mieszkalnictwa i urbanistyki. W kwietniu 2016 lokalne media opublikowały zdjęcia z jego spotkania z tureckimi nacjonalistami. Wśród nich znajdował się szwedzki lider organizacji Szare Wilki, wzywający kilka dni wcześniej do zabijania Ormian, określanych przez niego mianem psów. W tym samym miesiącu portal gazety „Svenska Dagbladet” ujawnił nagranie, na którym przyszły minister porównywał postępowanie Izraela wobec Palestyńczyków do działań nazistowskich Niemiec wobec Żydów. Na polityka spadła fala krytyki medialnej i publicznej, pojawiły się wobec niego zarzuty utrzymywania kontaktów z ekstremistami i terrorystami. 18 kwietnia 2016 Mehmet Kaplan zrezygnował z funkcji ministra.